# بالیس سروگا
بالیس سروگا (لیتوانیایی: Balys Sruoga؛ زادهٔ ۲ فوریه ۱۸۹۶ – درگذشتهٔ ۱۶ اکتبر ۱۹۴۷) شاعر، نمایشنامه‌نویس، منتقد و نظریه‌پرداز ادبی لیتوانیایی بود.

## اوایل زندگی
او از اوایل جوانی به نشریات فرهنگی می‌پرداخت. آثار او به‌دست جناح لیبرال جنبش فرهنگی لیتوانیایی و در چندین روزنامه لیتوانیایی منتشر می‌شد. در سال ۱۹۱۴، او آغاز به تحصیل ادبیات در سنت پترزبورگ و سپس به دلیل جنگ جهانی اول و انقلاب روسیه در مسکو کرد. در سال ۱۹۲۱، او در دانشگاه لودویگ ماکسیمیلیان مونیخ پذیرفته شد و در سال ۱۹۲۴ برای تز دکتری دربارهٔ فولکلور لیتوانیایی مدرک پی‌اچ‌دی دریافت کرد. سروگا همچنین نخستین مترجم اشعار آنا آخماتووا بوده که احتمالاً بین نوامبر ۱۹۱۶ و اوایل ۱۹۱۷ آن را ترجمه کرد.
پس از بازگشت به لیتوانی، سروگا در دانشگاه لیتوانی تدریس کرد و یک سمینار تئاتر بنیان نهاد که در نهایت تبدیل به یک دورهٔ تحصیلی شد. او همچنین نوشتارهای گوناگونی دربارهٔ ادبیات نوشت. از سال ۱۹۳۰، وی آغاز به نوشتن آثار درام کرد. در سال ۱۹۳۹، او آغاز به تدریس در دانشگاه ویلنیوس کرد. پس از الحاق لیتوانی به اتحاد جماهیر شوروی، سروگا یک سرود برای حمایت شوروی نوشت و از دولت جدید شوروی استقبال کرد.

## اسارت نازی
شناخته‌شده‌ترین اثر سروگا، رمان جنگل خدایان است که بر اساس تجربیات زندگی او به عنوان زندانی در اردوگاه کار اجباری اشتوتهوف در شتوتووو، ایالت آزاد دانتسیش یا شهرستان نووه دوور گدانسکی کنونی در لهستان است. پس از اینکه نازی‌ها کارزاری ضد جنبش‌های محتمل ضدنازی در لیتوانی اشغالی آغاز کردند، او در مارس ۱۹۴۳ همراه با چهل و هفت اندیشمند لیتوانیایی دیگر به اردوگاه فرستاده شد.
در این کتاب، سروگا زندگی در اردوگاه کار اجباری را از نگاه مردی فاش کرد که تنها راه نجات جان و حفظ کرامتش این بود که همه چیز را از طریق پرده‌ای از طنز و کنایه ببیند که در آن شکنجه‌گران و قربانیان آن‌ها به عنوان انسان‌های ناقص، موجوداتی که از آرمان‌های دروغین رهبران سیاسی خود دور هستند، در معرض نمایش قرار می‌گیرند. به عنوان مثال، او با اشاره به ضرب و شتم زندانیان توسط نگهبانان نوشت: «آدم ماشین نیست، خسته می‌شود.»
در ابتدا، انتشار رمان توسط مقامات شوروی سرکوب شد. در نهایت این رمان در سال ۱۹۵۷، ده سال پس از مرگ نویسنده منتشر شد.

## ادامهٔ زندگی
پس از آزادسازی اردوگاه‌های نازی به دست نیروهای شوروی، سروگا در همان اردوگاه نگه داشته می‌شد. هرچند، در سال ۱۹۴۵ او به ویلنیوس برگشت و به تدریس در دانشگاه ویلنیوس ادامه داد.
جلوگیری مقامات از انتشار جنگل خدایان و ناتوانی جسمی ناشی از حضور در اردوگاه منجر به مرگ او در تاریخ ۱۶ اکتبر ۱۹۴۷ شد. او در سفر بازگشت از کاوناس به ویلنیوس به دلیل عوارض ناشی از سرماخوردگی جان باخت.